# شرفلی قوچ‌حصار
شرفلی‌قوچ‌حصار (به ترکی استانبولی: Şereflikoçhisar) شهری است در کشور ترکیه که در استان آنکارا واقع شده‌است. جمعیت این شهر بر اساس سرشماری سال ۲۰۰۸ میلادی ۲۷٬۶۰۲ نفر و بر اساس برآوردهای سال ۲۰۰۹ میلادی ۲۸٬۱۵۶ نفر می‌باشد.